# Seksuelle overgreb mellem børn
Seksuelle overgreb mellem børn er et stort problem, for ca. en tredjedel af alle seksuelle overgreb mod børn begås af andre børn og unge. Børn og unge, som udviser seksuelt grænseoverskridende adfærd, eller som ligefrem begår overgreb, har en række fællestræk. En tredjedel har selv været udsat for seksuelt misbrug. For yngre børn med overgrebsadfærd, er det helt op mod halvdelen, der selv er blevet misbrugt. Dertil har et stort antal været vidne til vold eller overgreb, typisk i hjemmet. 
Et stort antal af børn med overgrebsadfærd har indlæringsvanskeligheder, og mange har eksempelvis ADHD. Begavelseshandicap ser ud til at udgøre en selvstændig risikofaktor. Sociale vanskeligheder og ensomhed er ligeledes kendetegnende for mange af disse børn og unge, og en stor andel af dem har været udsat for omsorgssvigt. Mange af børnene har udvist seksuelt bekymrende adfærd i en længere periode inden overgrebene, og flere af de børn og unge, som krænker andre seksuelt, har mere end et offer. Det absolutte flertal er drenge, 90 procent mod 10 procent piger.